# Les Aventures de Gédéon
Pour les articles homonymes, voir Gédéon (homonymie).
Les Aventures de Gédéon est une série télévisée d'animation française en 60 épisodes de 5 minutes, réalisée par Michel Ocelot et diffusée à partir du 9 février 1976 sur TF1. Il s'agit d'une adaptation pour la télévision de la bande dessinée Gédéon de Benjamin Rabier créée en 1923, et qui relate les aventures de Gédéon, un canard jaune au long cou, dans une ferme.

## Synopsis
Gédéon est un canard au cou inhabituellement long, ce qui lui vaut d'être la risée des autres animaux dans un premier temps. Au fil de ses aventures, il se fait des amis et finit par se faire apprécier de tous.

## Fiche technique
- Titre : Les Aventures de Gédéon
- Auteur : Yves Rousset-Rouard
- Réalisateur : Michel Ocelot
- Scénario : Michel Ocelot, Hélène Ratye
- Animation : Christian Davy, Brigitte Herman, Franco Milia, Jacques Dimier, Raffaela Lombardi, Colette Poivre
- Décors : Michel Ocelot, Béatrice Krotoff, Philippe Wallet, Stéphane Poumeyrol
- Musique : Joss Baselli
- Paroles : Frank Gérald
- Studio de production : Trinacra Films
- Nombre d'épisodes : 60
- Durée d'un épisode : 5 minutes
- Pays :  France
- Langue : français

## Voix
- Monique Messine
- Arlette Patrick
- Jacques Provins
- Gérard Surugue

## Épisodes

### Ordre de la diffusion télévisée
1. Le caneton au long coup
2. Gédéon se rebiffe
3. Sosthène le lapin
4. Gibassier le braconnier
5. La bête
6. Vive Gédéon !
7. Grognard chien de cirque
8. Un gigot pour Grognard
9. La comédie du voleur
10. Le sac à pattes
11. Mimolette et le chat
12. Les noix volées
13. Les ballons
14. La polka des poules
15. Gédéon n'a pas de maison
16. La construction de la maison de Gédéon
17. La maison piégée
18. La maison de Renée
19. Le furet
20. Tiens, ça mord !
21. Quatre petits poissons
22. Deux pêcheurs d'un coup
23. Les pêcheurs ont des malheurs
24. Le brochet
25. La gibecière de Gibassier
26. La meule
27. Tarrasque en prison
28. Dans la marmite de Gibassier
29. Le passage secret
30. Lucrèce et l'épervier
31. Grognard pris au piège
32. La muselière
33. Une saucisse par personne
34. Goupil dans un tonneau
35. Ficelé sur un banc
36. Goupil et les canetons
37. Les chaussettes
38. La niche phénoménale
39. Le serpent
40. Le petit train
41. L'automobile
42. La volaille en voyage
43. La voiture en folie
44. Le fantôme
45. Réglisse et le serpent
46. Noiraud, Juliette, Mimolette et le serpent
47. La machine infernale
48. Tarrasque et Suzy
49. Sosthène et le ressort
50. Les dents de l'oie
51. La chasse au trésor
52. Le coffre aux trésors
53. Le dragon
54. La neige
55. La maison mobile
56. Le poisson-salon
57. Le ciel
58. Immersion
59. La rivière
60. 100 000 Gédéon

### Ordre de la parution VHS / DVD
Volume 1
1. Sosthène le lapin
2. La bête (partie 1)
3. La bête (partie 2)
4. Grognard chien de cirque
5. Mimolette et le chat
6. Gédéon n'a pas de maison
7. La construction de la maison de Gédéon
8. Les ballons
9. Le passage secret
10. Les chaussettes
11. Goupil et les canetons
12. La niche phénoménale

Volume 2
1. Une saucisse par personne
2. La meule
3. Grognard pris au piège
4. Le serpent
5. Les dents de l'oie
6. Réglisse et le serpent
7. Quatre petits poissons
8. L'automobile
9. La volaille en voyage
10. La neige
11. La maison mobile
12. La rivière
13. 100 000 Gédéon

Volume 3
1. La comédie du voleur
2. Sac à pattes
3. Les noix volées
4. La Polka des poules
5. La gibecière de Gibassier
6. Sosthène et le ressort
7. Chasse au trésor
8. Le coffre au trésor
9. Le poisson-salon
10. Le ciel
11. Immersion
12. Le caneton au long cou

Volume 4
1. Gédéon se rebiffe
2. Gibassier le braconnier
3. Vive Gédéon
4. Un gigot pour Grognard
5. La maison piégée
6. La maison de Renée
7. Tiens ça mord
8. Deux pêcheurs d'un coup
9. Les pêcheurs ont des malheurs
10. Le brochet
11. La muselière
12. Tarrasque en prison

## Produits dérivés
- Les Aventures de Gédéon - Volume 1 (15 avril 2003) (ASIN B00008NFLP)
- Les Aventures de Gédéon - Volume 2 (6 avril 2007) (ASIN B0000E5TZU)